# Дражен Багарић
Дражен Багарић (Беч, 12. новембар 1992) хрватски је фудбалер који тренутно наступа за Дугопоље.